# Lake Isabella
Lake Isabella – jednostka osadnicza w Stanach Zjednoczonych, w stanie Kalifornia, w hrabstwie Kern.